# هلموت فریچه
 هلموت فریچه (آلمانی: Hellmut Fritzsche؛ زاده ۲۰ فوریه ۱۹۲۷ - درگذشته ۱۷ ژوئن ۲۰۱۸) یک فیزیک‌دان اهل ایالات متحده آمریکا بود.